# Transcripción (servicio)
Un servicio de transcripción es una actividad que convierte la voz (ya sea en vivo o grabada) en un documento de texto escrito o electrónico. 
Los servicios de transcripción se proporcionan a menudo en los negocios, en relación con asuntos legales o para fines médicos. El tipo más común de transcripción es desde una fuente de lengua hablada a texto, como un archivo de ordenador para la imprimir un documento como un informe. 
Los ejemplos más comunes de transcripciones fuera del sentido académico son los procedimientos de las audiencias judiciales, como un juicio penal (por un taquígrafo judicial) o de las notas de voz grabadas de un médico (transcripción médica). 
Algunas empresas de transcripción pueden enviar a su personal para eventos, conferencias o seminarios, que posteriormente convierten el contenido hablado en texto. 

### Podcasts
Se pueden transcribir segmentos de audio y / o grabaciones de audio en vivo, para que los suscriptores puedan volver y escuchar y leer para mayor entendimiento del tema si es necesario.

### Videos
Los videos (películas, videos musicales, tutoriales, etc.) son los archivos que más se transcriben en la industria, particularmente porque el documento escrito se usa para una posterior subtitulación.

### Discursos
Discursos realizados por directores, ejecutivos, estadistas, asociados, docentes u organizaciones, ya sea en casete, CD, VHS, DVD o como archivos de sonido se transcriben, por lo general para utilzarse posteriormente como material de referencia para periodistas o investigadores o se cargan en sitios web o se almacenan como archivos en bibliotecas virtuales. Hay diferentes precios y métodos de fijación de precios para el servicio de transcripción. Este puede ser por línea, por palabra, por minuto o por hora, lo que varía de una persona a otra y de una industria a otra.

### Presentaciones
La transcripción de presentaciones se realizan en su mayoría con fines educativos o promocionales. Permite a los asistentes ausentes tener la documentación necesaria para una adecuada capacitación.  

### Buenas prácticas para transcribir
Una buena gramática y ortografía son imprescindibles para una transcripción limpia, pero no son suficientes si no se complementan con una serie de reglas para que el texto siga un formato específico y único de principio a fin. La suma de estos tres elementos permitirá que el texto sea leído con fluidez, y se mantenga fiel a las ideas que se han expresado en el audio, sin cambiar las intenciones de las oraciones.
Definir los hablantes: Los hablantes deben quedar completamente identificados al inicio del texto, y si durante todo el cuerpo del texto se puede ocupar una abreviación para referirse a ellos, la asociación del nombre y la abreviatura debe quedar completamente clara al inicio. Por ejemplo, entrevista con nombre reservado, podría ser P=Pregunta y E7=Entrevistado nº7, donde en la entrevista siempre aparecerán como P y E7.
Coherencia al escribir números: Siguiendo el Manual de Estilo del diario El País respecto a los números cardinales, se escribirán con todas sus letras únicamente las cifras del cero al nueve. En cuanto a los número ordinales, todos los que sean inferiores al “vigésimo” pueden ser escritos con letras, números romanos o número arábigo, ejemplo: primero (letra), I (núm. romano), 1º (número arábigo). Pero a partir del vigésimo, siempre se escriben con número arábigo.
Tipo de transcripción: Definir si trata de una transcripción textual o de una transcripción limpia (full y clean verbatim). La transcripción textual no omite las muletillas y las emociones se dejan por escrito, expresando si la persona emite una carcajada, si llora, si se toma una pausa para contestar. En la transcripción gramaticalmente correcta los titubeos, autocorrecciones y muletillas se omiten.
Palabras no identificadas: No siempre vamos a poder entender correctamente todo lo que se diga en el audio, ya sea por el ruido, por la calidad del audio, si se trata de otro idioma o de alguna sigla que desconocemos. Ante esto, tenemos dos opciones: podemos escribir lo que creemos haber oído con un asterisco o podemos trazar una línea que nos indique que hace falta una palabra. Y tras ese asterisco o tras esa línea, poner entre corchetes el minuto de audio en el que aparece y añadir “inaudible”. También podemos destacar en colores esta palabra, para que sea aún más fácil de detectar por nuestro cliente al recibir la transcripción.
Estilo de presentación: Es aconsejable entregar la transcripción con una buena presentación, con título, con hablantes bien definidos, y párrafo justificado. Letras de distinto estilo, como es el caso de las cursivas, se deben reservar para ocasiones especiales como neologismos o jergas.
Hay casos donde un entrevistado puede dar respuestas de una página completa o más, y hay que saber diferenciar entre el punto seguido y el punto y aparte para ir generando nuevos párrafos. Esta diferenciación y correcta transcripción no sólo será gramaticalmente correcta, sino que también visualmente ayudará a que la lectura sea más fluida.
Recreación de diálogos: Hay ocasiones en que los entrevistados recrean diálogos, pero estos pueden ser breves o extensos. Un diálogo breve podría ser: Yo le dije “no continuaré siendo tu amiga” y ella me respondió “no entiendo qué pasó”. Como se trata de una recreación breve, se inserta sin problemas en el texto, pero también puede ocurrir que hagan extensas recreaciones, donde una buena técnica es dejar de escribir la recreación en el mismo párrafo y comenzar a hacer un guion, donde cada intervención se escribirá en una línea separada.
Marcador de tiempo: Esto dependerá del cliente y puede ser más conveniente para audios que no tengan buena calidad de sonido. Puedes poner un marcador de tiempo al principio de cada intervención de los hablantes o cada ciertos tramos, por ejemplo, cada 5 minutos.